# Kimerijci
Kimerijci ili Kimerani (grč. Κιμμέριοι - Kimmerioi), drevni nomadski narod koji je tijekom starog vijeka naseljavao sjeverne obale Crnog mora. Većina informacija o Kimerijcima poznata je iz djela povjesničara Herodota koji opisuje njihovo bježanje pred Skitima, prodor u Malu Aziju i ugrožavanje Grčke, Lidije i Asirije, te konačni poraz koji im je nanio lidijski kralj Alijat odnosno njihov povratak u Trakiju. Kimerijci se također pojavljuju i u Strabonovim djelima koji opisuje njihovu invaziju na Frigiju. Prema suvremenim povjesničarima, podrijetlo Kimerijaca je indoeuropsko, a najčešće ih se povezuje s Tračanima ili iranskim narodima odnosno Skitima.

## Poveznice
- Iranski narodi
- Tračani